# Coupe du monde de ski acrobatique 1980
Navigation
Édition suivante
La Coupe du monde de ski acrobatique 1980 est la première édition de la Coupe du monde de ski acrobatique organisée par la Fédération internationale de ski. Elle inclut quatre épreuves : les bosses, le saut acrobatique, le ballet et le combiné, une combinaison des trois autres.
 
Ce sont les canadiens Stephanie Sloan et Greg Athans qui remportent les titres mondiaux décernés par la FIS.

## Déroulement de la compétition
En 1980 la Fédération internationale de ski créé sa Coupe du monde de ski acrobatique, une compétition amateur se déroulant en Amérique du Nord et en Europe. Jusque là des ligues professionnelles et des exhibitions ponctuelles (rémunérées) composaient le paysages su ski acrobatique, y compris une compétition ayant pris le nom de coupe du monde en 1978 et 1979,. Cette intégration du ski acrobatique pas la FIS est vu comme une reconnaissance internationale et un espoir de devenir discipline olympique, mais implique la perte du statut professionnel. Néanmoins pour convaincre les athlètes professionnels d'intégrer son circuit, la FIS crée un statut intermédiaire pour les anciens professionnels.
La saison est composée de quatre étapes (dont la première aux Monts Pocono qui est doublée) : deux aux États-Unis et deux en Europe, et se déroule du 7 janvier au 30 mars 1980. Pour chacune d'entre elles, pour les femmes comme pour les hommes, il y a trois épreuves et quatre podiums : le saut acrobatique, le ski de bosses, le ballet (ou acroski) et le combiné qui est la combinaison des résultats des trois autres. Elle est dominée par les nations nord-américaines qui se partagent les titres : en plus des deux classements généraux, les athlètes canadiens remportent cinq des huit classement par disciplines et les américains les trois autres. Chez les hommes le premier européen au classement général est sixième (Franz Garhammer, allemand) et le second treizième : onze des douze premiers sont canadiens ou américains. Chez les femmes la domination est presque aussi impressionnante avec quatre canadiennes et cinq américaines dans les douze première, mais néanmoins deux allemandes qui se hissent parmi les quatre meilleures skieuses mondiales : Hedy Garhammer et Susi Schmidl.
| \| Poconos Whistler \| Sites des compétitions de ski acrobatique en Amérique du Nord |
| Poconos Whistler                                                                     |

| Poconos Whistler |

| \| Oberjoch Tignes \| Sites des compétitions de ski acrobatique dans les Alpes |
| Oberjoch Tignes                                                                |

| Oberjoch Tignes |

| \| Poconos Whistler \| Sites des compétitions de ski acrobatique en Amérique du Nord |
| Poconos Whistler                                                                     |

| Poconos Whistler |

| \| Oberjoch Tignes \| Sites des compétitions de ski acrobatique dans les Alpes |
| Oberjoch Tignes                                                                |

| Oberjoch Tignes |

## Classements

### Général
| Rang | Nom              | Points |
| ---- | ---------------- | ------ |
| 1    | Greg Athans      | 270.00 |
| 2    | Scott Brooksbank | 228.00 |
| 3    | Rick Bowie       | 227.00 |
| 4    | Frank Beddor     | 222.00 |
| 5    | John Eaves       | 202.00 |

| Rang | Nom             | Points |
| ---- | --------------- | ------ |
| 1    | Stephanie Sloan | 82.00  |
| 2    | Lauralee Bowie  | 58.00  |
| 3    | Hedy Garhammer  | 55.00  |
| 4    | Susi Schmidl    | 44.00  |
| 5    | Renee Lee Smith | 39.00  |

### Saut acrobatique
| Rang | Nom             | Points |
| ---- | --------------- | ------ |
| 1    | John Eaves      | 96.00  |
| 2    | Jean Corriveau  | 91.00  |
| 3    | Mike Nemersvary | 85.00  |
| 4    | Freddy Wirth    | 83.00  |
| 5    | Rick Bowie      | 80.00  |

| Rang | Nom             | Points |
| ---- | --------------- | ------ |
| 1    | Lauralee Bowie  | 9.00   |
| 2    | Susi Schmidl    | 26.00  |
| 3    | Mary Beddor     | 20.00  |
| 4    | Stephanie Sloan | 19.00  |
| 5    | Renée Lee Smith | 18.00  |

### Ballet
| Rang | Nom                   | Points |
| ---- | --------------------- | ------ |
| 1    | Bob Howard            | 100.00 |
| 2    | Ernst Garhammer       | 92.00  |
| 3    | Lance Lana            | 82.00  |
| 4    | Steven Rechtschaffner | 78.00  |
| 5    | Ian Edmondson         | 77.00  |

| Rang | Nom             | Points |
| ---- | --------------- | ------ |
| 1    | Jan Bucher      | 32.00  |
| 2    | Christine Rossi | 26.00  |
| 3    | Jutta Poellein  | 21.00  |
| 4    | Stephanie Sloan | 19.00  |
| 5    | Hedy Garhammer  | 17.00  |

### Bosses
| Rang | Nom              | Points |
| ---- | ---------------- | ------ |
| 1    | Greg Athans      | 270.00 |
| 2    | Scott Brooksbank | 228.00 |
| 3    | Rick Bowie       | 227.00 |
| 4    | Frank Beddor     | 222.00 |
| 5    | John Eaves       | 202.00 |

| Rang | Nom             | Points |
| ---- | --------------- | ------ |
| 1    | Stephanie Sloan | 82.00  |
| 2    | Lauralee Bowie  | 58.00  |
| 3    | Hedy Garhammer  | 55.00  |
| 4    | Susi Schmidl    | 44.00  |
| 5    | Renée Lee Smith | 39.00  |

### Combiné
| Rang | Nom              | Points |
| ---- | ---------------- | ------ |
| 1    | Greg Athans      | 58.00  |
| 2    | Rick Bowie       | 52.00  |
| 3    | Scott Brooksbank | 52.00  |
| 4    | Frank Beddor     | 40.00  |
| 5    | Murray Cluff     | 40.00  |

| Rang | Nom             | Points |
| ---- | --------------- | ------ |
| 1    | Stephanie Sloan | 18.00  |
| 2    | Hedy Garhammer  | 13.000 |
| 3    | Lauralee Bowie  | 13.00  |
| 4    | Susi Schmidl    | 9.00   |
| 5    | Janice Reid     | 8.00   |

## Calendrier et podiums

### Hommes
| Date            | Lieu         | Épreuve | Vainqueur       | Second                     | Troisième                          |
| --------------- | ------------ | ------- | --------------- | -------------------------- | ---------------------------------- |
| 7 janvier 1980  | Monts Pocono | Bosses  | Greg Athans     | Nano Pourtier              | Steve Rezendes                     |
| 9 janvier 1980  | Monts Pocono | Ballet  | Bob Howard      | Information non disponible | Bob Turgeon                        |
| 11 janvier 1980 | Monts Pocono | Saut    | John Eaves      | Freddy Wirth               | Jean Corriveau                     |
| 11 janvier 1980 | Monts Pocono | Combiné | Greg Athans     | Scott Brooksbank           | Rick Bowie                         |
| 8 janvier 1980  | Monts Pocono | Bosses  | Greg Athans     | Nano Pourtier              | Stuart O'Brein                     |
| 10 janvier 1980 | Monts Pocono | Ballet  | Bob Howard      | Greg Athans                | Frank Beddor                       |
| 12 janvier 1980 | Monts Pocono | Saut    | Craig Clow      | John Eaves                 | Mike Nemesvary                     |
| 12 janvier 1980 | Monts Pocono | Combiné | Greg Athans     | Frank Beddor               | Scott Brooksbank                   |
| 1er mars 1980   | Oberjoch     | Ballet  | Bob Howard      | Ernst Garhammer            | Hermann Reitberger                 |
| 1er mars 1980   | Oberjoch     | Bosses  | Sigi Innauer    | Nano Pourtier              | Bill Keenan                        |
| 2 mars 1980     | Oberjoch     | Saut    | Freddy Wirth    | Jeff Chumas                | John Eaves                         |
| 2 mars 1980     | Oberjoch     | Combiné | Frank Beddor    | John Eaves                 | Greg Athans                        |
| 12 mars 1980    | Tignes       | Bosses  | Franz Garhammer | Frank Beddor               | Bruce Bolesky                      |
| 13 mars 1980    | Tignes       | Ballet  | Bob Howard      | Ian Edmondson              | Scott Brooksbank                   |
| 15 mars 1980    | Tignes       | Saut    | Jean Corriveau  | John Eaves                 | Dominique Laroche                  |
| 15 mars 1980    | Tignes       | Combiné | Greg Athans     | Rick Bowie                 | Scott Brooksbank                   |
| 28 mars 1980    | Whistler     | Bosses  | Sigi Innauer    | Franz Garhammer            | Scott Brooksbank                   |
| 29 mars 1980    | Whistler     | Ballet  | Bob Howard      | Ernst Garhammer            | Bruce Bolesky Steve Rechtschaffner |
| 30 mars 1980    | Whistler     | Saut    | Craig Clow      | Jean Corriveau             | Rick Bowie                         |
| 30 mars 1980    | Whistler     | Combiné | Murray Cluff    | Rick Bowie                 | John Eaves                         |

### Femmes
| Date            | Lieu         | Épreuve | Vainqueur                  | Second                     | Troisième                  |
| --------------- | ------------ | ------- | -------------------------- | -------------------------- | -------------------------- |
| 7 janvier 1980  | Monts Pocono | Bosses  | Kay Kucera                 | Lisa Downing               | Hedy Garhammer             |
| 9 janvier 1980  | Monts Pocono | Ballet  | Jan Bucher                 | Stephanie Sloan            | Susi Schmidl               |
| 11 janvier 1980 | Monts Pocono | Saut    | Information non disponible | Stephanie Sloan            | Lauralee Bowie             |
| 11 janvier 1980 | Monts Pocono | Combiné | Stephanie Sloan            | Lauralee Bowie             | Renée Lee Smith            |
| 8 janvier 1980  | Monts Pocono | Bosses  | Hilary Engisch             | Stephanie Sloan            | Hedy Garhammer             |
| 10 janvier 1980 | Monts Pocono | Ballet  | Jan Bucher                 | Information non disponible | Stephanie Sloan            |
| 12 janvier 1980 | Monts Pocono | Saut    | Renée Lee Smith            | Stephanie Sloan            | Lisa Downing               |
| 12 janvier 1980 | Monts Pocono | Combiné | Stephanie Sloan            | Renée Lee Smith            | Lauralee Bowie             |
| 1er mars 1980   | Oberjoch     | Ballet  | Jan Bucher                 | Christine Rossi            | Information non disponible |
| 1er mars 1980   | Oberjoch     | Bosses  | Hilary Engisch             | Erika Gallizzi             | Sloan Stephanie            |
| 2 mars 1980     | Oberjoch     | Saut    | Lauralee Bowie             | Information non disponible | Mary Beddor                |
| 2 mars 1980     | Oberjoch     | Combiné | Stephanie Sloan            | Information non disponible | Janice Reid                |
| 12 mars 1980    | Tignes       | Bosses  | Kay Kucera                 | Stephanie Sloan            | Information non disponible |
| 13 mars 1980    | Tignes       | Ballet  | Jan Bucher                 | Christine Rossi            | Information non disponible |
| 15 mars 1980    | Tignes       | Saut    | Mary Beddor                | Lauralee Bowie             | Information non disponible |
| 15 mars 1980    | Tignes       | Combiné | Information non disponible | Information non disponible | Janice Reid                |
| 28 mars 1980    | Whistler     | Bosses  | Hilary Engisch             | Kay Kucera                 | Stephanie Sloan            |
| 29 mars 1980    | Whistler     | Ballet  | Jan Bucher                 | Information non disponible | Christine Rossi            |
| 30 mars 1980    | Whistler     | Saut    | Lauralee Bowie             | Renée Lee Smith            | Mary Beddor                |
| 30 mars 1980    | Whistler     | Combiné | Information non disponible | Lauralee Bowie             | Stephanie Sloan            |

### Résultats officiels
1. ↑  (en) « Poconos (USA) World cup - Men's moguls », sur fis-ski.com (consulté le 19 janvier 2020)
2. ↑  (en) « Poconos (USA) World cup - Men's acro », sur fis-ski.com (consulté le 19 janvier 2020)
3. ↑  (en) « Poconos (USA) World cup - Men's aerials », sur fis-ski.com (consulté le 19 janvier 2020)
4. ↑  (en) « Poconos (USA) World cup - Men's combined », sur fis-ski.com (consulté le 19 janvier 2020)
5. ↑  (en) « Poconos (USA) World cup - Men's moguls », sur fis-ski.com (consulté le 19 janvier 2020)
6. ↑  (en) « Poconos (USA) World cup - Men's acro », sur fis-ski.com (consulté le 19 janvier 2020)
7. ↑  (en) « Poconos (USA) World cup - Men's aerials », sur fis-ski.com (consulté le 19 janvier 2020)
8. ↑  (en) « Poconos (USA) World cup - Men's combined », sur fis-ski.com (consulté le 19 janvier 2020)
9. ↑  (en) « Oberjoch World Cup (GER) - Men's acro », sur fis-ski.com (consulté le 19 janvier 2020)
10. ↑  (en) « Oberjoch World Cup (GER) - Men's moguls », sur fis-ski.com (consulté le 19 janvier 2020)
11. ↑  (en) « Oberjoch World Cup (GER) - Men's aerials », sur fis-ski.com (consulté le 19 janvier 2020)
12. ↑  (en) « Oberjoch World Cup (GER) - Men's combined », sur fis-ski.com (consulté le 19 janvier 2020)
13. ↑  (en) « Tignes World Cup (FRA) - Men's moguls », sur fis-ski.com (consulté le 19 janvier 2020)
14. ↑  (en) « Tignes World Cup (FRA) - Men's acro », sur fis-ski.com (consulté le 19 janvier 2020)
15. ↑  (en) « Tignes World Cup (FRA) - Men's aerials », sur fis-ski.com (consulté le 19 janvier 2020)
16. ↑  (en) « Tignes World Cup (FRA) - Men's combined », sur fis-ski.com (consulté le 19 janvier 2020)
17. ↑  (en) « Whistler World Cup (CAN) - Men's moguls », sur fis-ski.com (consulté le 19 janvier 2020)
18. ↑  (en) « Whistler World Cup (CAN)  - Men's acro », sur fis-ski.com (consulté le 19 janvier 2020)
19. ↑  (en) « Whistler World Cup (CAN)  - Men's aerials », sur fis-ski.com (consulté le 19 janvier 2020)
20. ↑  (en) « Whistler World Cup (CAN)  - Men's combined », sur fis-ski.com (consulté le 19 janvier 2020)
21. ↑  (en) « Poconos (USA) World cup - Women's moguls », sur fis-ski.com (consulté le 19 janvier 2020)
22. ↑  (en) « Poconos (USA) World cup - Women's acro », sur fis-ski.com (consulté le 19 janvier 2020)
23. ↑  (en) « Poconos (USA) World cup - Women's aerials », sur fis-ski.com (consulté le 19 janvier 2020)
24. ↑  (en) « Poconos (USA) World cup - Women's combined », sur fis-ski.com (consulté le 19 janvier 2020)
25. ↑  (en) « Poconos (USA) World cup - Women's moguls », sur fis-ski.com (consulté le 19 janvier 2020)
26. ↑  (en) « Poconos (USA) World cup - Women's acro », sur fis-ski.com (consulté le 19 janvier 2020)
27. ↑  (en) « Poconos (USA) World cup - Women's aerials », sur fis-ski.com (consulté le 19 janvier 2020)
28. ↑  (en) « Poconos (USA) World cup - Women's combined », sur fis-ski.com (consulté le 19 janvier 2020)
29. ↑  (en) « Oberjoch World Cup (GER) - Women's acro », sur fis-ski.com (consulté le 19 janvier 2020)
30. ↑  (en) « Oberjoch World Cup (GER) - Women's moguls », sur fis-ski.com (consulté le 19 janvier 2020)
31. ↑  (en) « Oberjoch World Cup (GER) - Women's aerials », sur fis-ski.com (consulté le 19 janvier 2020)
32. ↑  (en) « Oberjoch World Cup (GER) - Women's combined », sur fis-ski.com (consulté le 19 janvier 2020)
33. ↑  (en) « Tignes World Cup (FRA) - Women's moguls », sur fis-ski.com (consulté le 19 janvier 2020)
34. ↑  (en) « Tignes World Cup (FRA) - Women's acro », sur fis-ski.com (consulté le 19 janvier 2020)
35. ↑  (en) « Tignes World Cup (FRA) - Women's aerials », sur fis-ski.com (consulté le 19 janvier 2020)
36. ↑  (en) « Tignes World Cup (FRA) - Women's combined », sur fis-ski.com (consulté le 19 janvier 2020)
37. ↑  (en) « Whistler World Cup (CAN) - Women's moguls », sur fis-ski.com (consulté le 19 janvier 2020)
38. ↑  (en) « Whistler World Cup (CAN)  - Women's acro », sur fis-ski.com (consulté le 19 janvier 2020)
39. ↑  (en) « Whistler World Cup (CAN)  - Women's aerials », sur fis-ski.com (consulté le 19 janvier 2020)
40. ↑  (en) « Whistler World Cup (CAN)  - Women's combined », sur fis-ski.com (consulté le 19 janvier 2020)